# Tuddal
Tuddal is een plaats in de gemeente Hjartdal in de Noorse provincie Telemark. Tuddal ligt ten zuiden van Rjukan, aan de voet van de berg Gaustatoppen.

## Toerisme
In de winter zijn er in Tuddal veel wintersportmogelijkheden, onder andere in het gebied Gaustablikk. In de zomer biedt het gebied veel mogelijkheden voor wandelingen. In Tuddal zijn twee campings en op meerdere plekken worden hutten verhuurd.

## Foto's

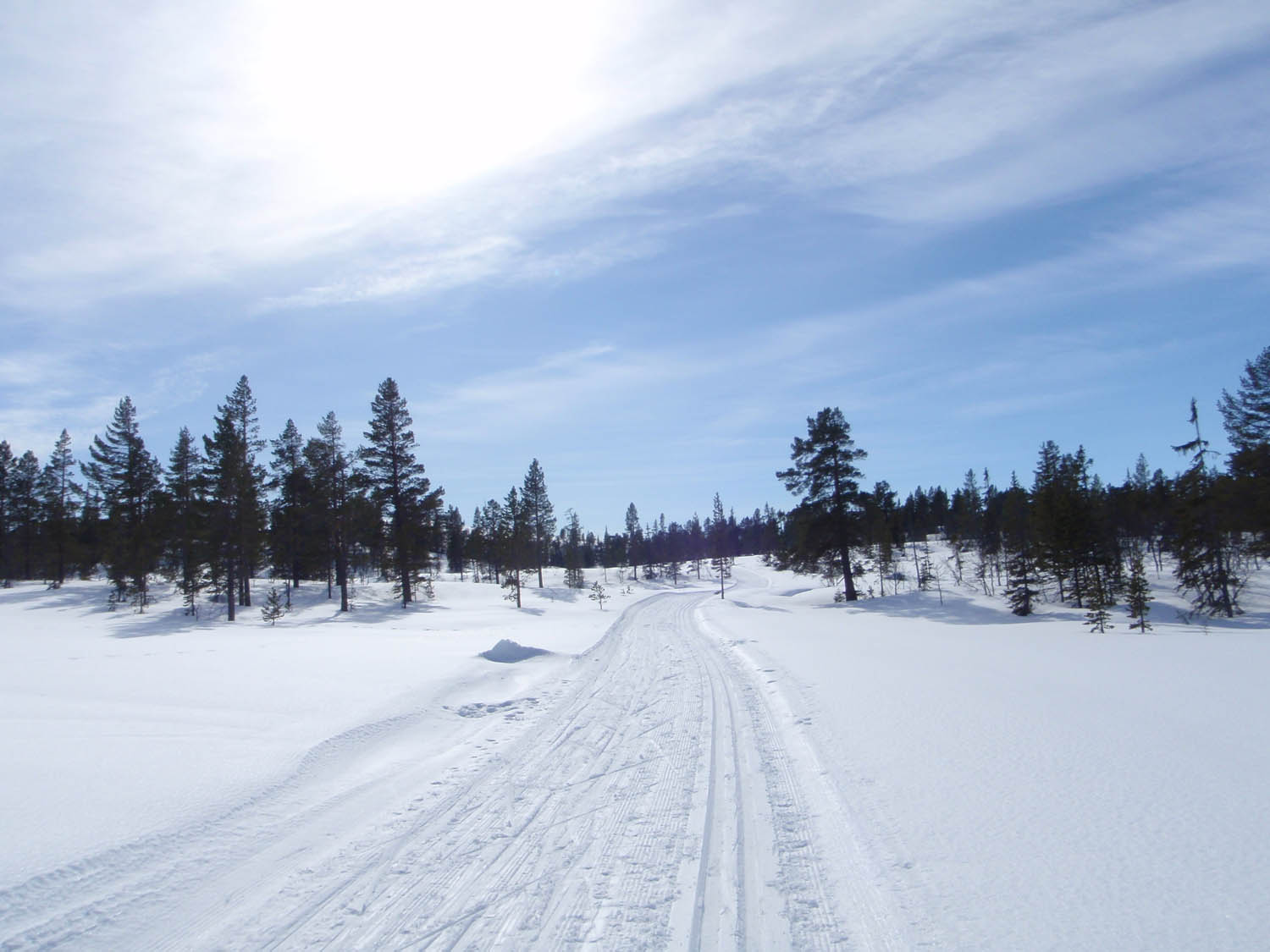
Skigebied bij Tuddal
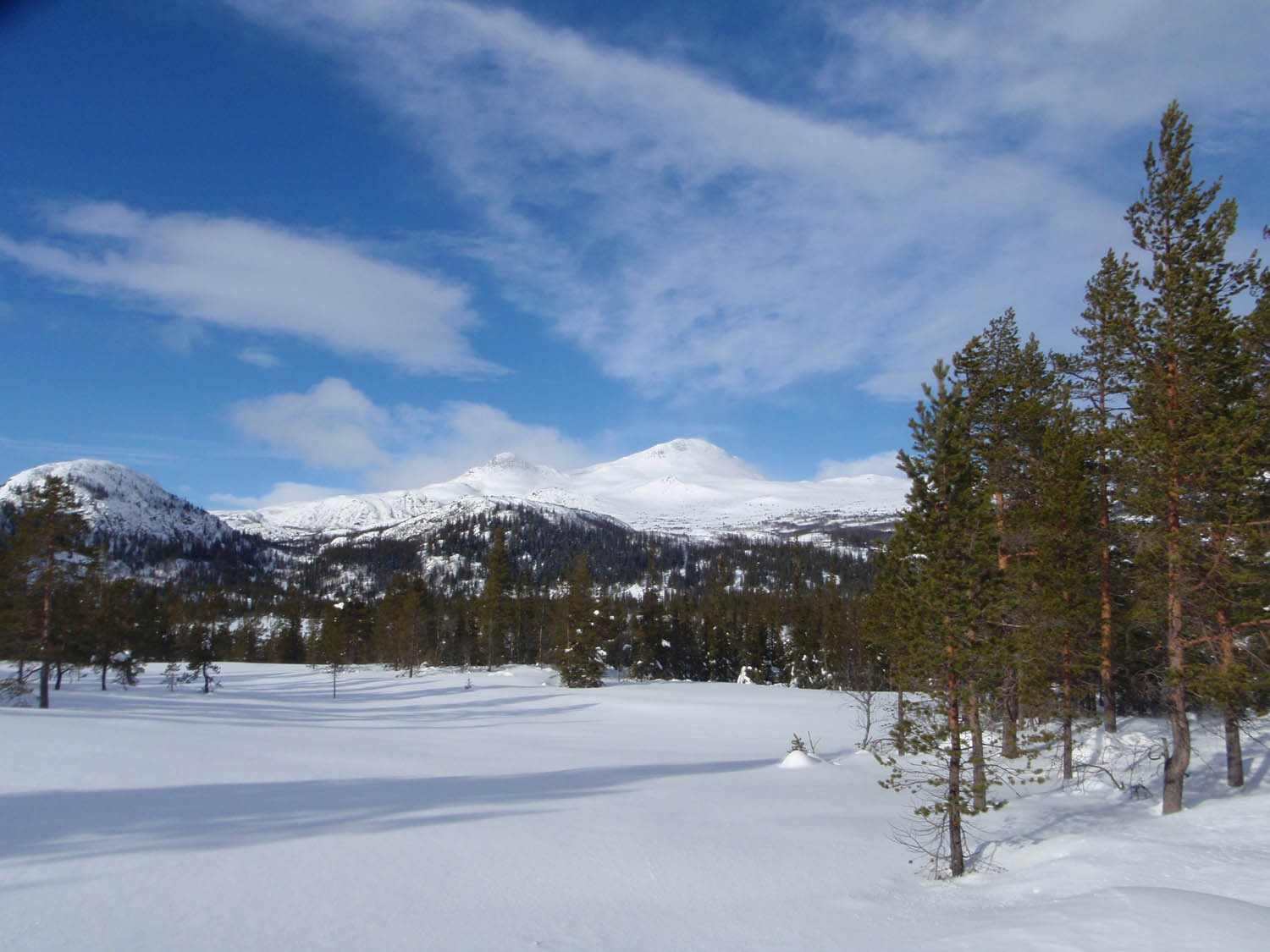
Uitzicht in de winter op Gaustatoppen
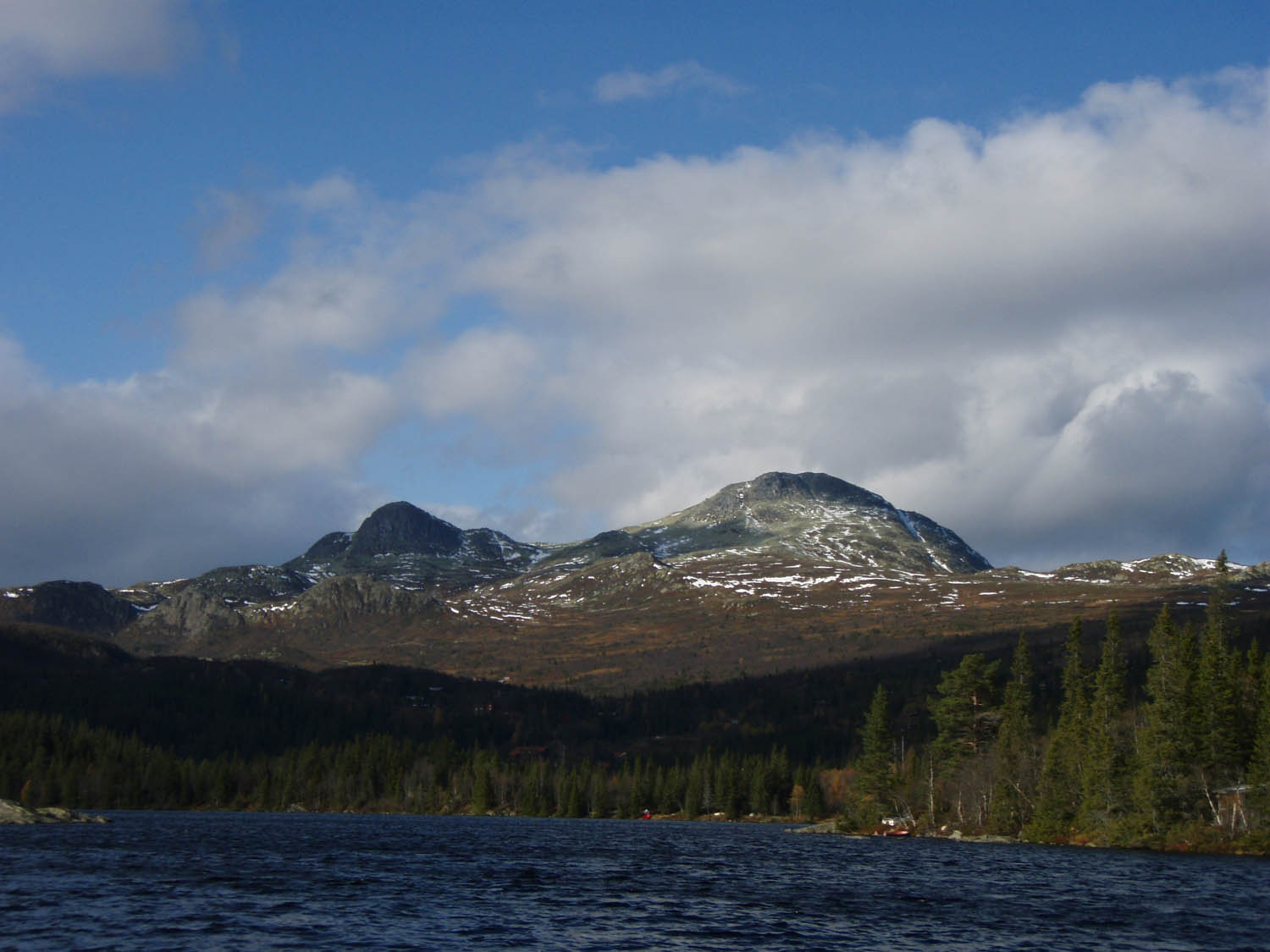
Omgeving Gaustatoppen